# 黃道婆
黃道婆（1245年—1330年），又称黄婆、黄母，松江府华亭县乌泥泾（今上海市徐汇区华泾镇）人，生活在宋末元初，中国古代的女性棉纺织家、技术改革家。

## 历史记载
最早关于黄道婆的文献记述，目前所知为元末明初的王逢和陶宗仪。王逢在《梧溪集》卷 3 “黄道婆祠”中记载：黄道婆为松江乌泥泾人，“少沦落崖州，元贞（1295—1296年）间，始遇海舶以归，躬纺木绵花，织崖州被自给，教他姓妇不少倦，未几，被更乌泾名天下，仰食者千余家。及卒，乡长者赵如珪为立祠香火，菴后兵废。至正壬寅（1362年），张君守中迁祠于其祖都水公神道南隙地，俾复祀享。”
陶宗仪在《辍耕录》卷 24“黄道婆”中记载：闽、广多种，木绵、纺织为布，名曰吉贝。松江府东去五十里许，曰乌泥泾。其地土田硗瘠，民食不给，因谋树艺以资生业，遂觅种于彼。初无踏车椎弓之制，率用手剖去子线弦竹弧置按间，振掉成剂，厥功甚艰。国初时，有一妪名黄道婆者，自崖州来，乃教以做造捍弹纺织之具，至于错纱配色，综线挈花，各有其法，以故织成被褥带帨，其上折枝团凤棋局，字样粲然若写人。既受教，竞相作为，转货他郡。家既就殷，未几妪卒，莫不感恩洒泣而共葬之。又为立祠，岁时享之。越三十年祠毁，乡人赵愚轩重立，今祠复毁，无人为之创建。「道婆」之名，日渐泯灭无闻矣。”

## 生平与传说
据记载，元贞年间（1295—1296年），黄道婆从崖州来到松江乌泥泾，教当地妇女棉纺织技术，后世立祠祭祀她。黄道婆在正史中并没有被记载，只能在笔记、地方志、碑铭和民间传说中见到相关记录，内容也多是辗转抄袭，十分雷同，具体细节上又有不少抵牾之处。中国义务教育课本采用的说法是：
黄道婆生於南宋淳祐五年（1245年），由於家庭贫苦，十多岁时被卖为童养媳，婚后不堪家庭虐待，随黄浦江海船逃到海南岛崖州。在崖州学習纺织。淳祐九年（1249年），回到松江乌泥泾，从事纺织并且制成一套扦、弹、纺、织工具（如搅车、椎弓、三锭脚踏纺车等），其中三锭脚踏纺车一手能纺三根纱，提高了纺纱效率。在织造方面，她用错纱、配色、综线、挈花工艺技术，织制出有名的乌泥泾被。从此，松江的纺织业发达起来。扩展到整个长江中下游，后来松江成为全国闻名的棉织品生产中心，产品行销全国。去世后，当地人民为其立祠。一说他在崖州居住近四十年，晚年思念故土，约在1290年代中，带着纺织工具返回故乡。
刘正刚和付伟认为，学界有关黄道婆的研究大多建立在民间传说的基础上，直接记述黄道婆的史料少之又少。明代以来，黄道婆不断被神化是上海精英阶层适应地方经济发展而挖掘文化资源的结果。

## 评价
李约瑟《中国科学技术史》称黄道婆为十三世纪杰出的棉纺织技术革新家，对她在棉纺织史上的革命作出了高度评价。。

## 紀念
- 黃道婆紀念館（2003年）︰上海市徐匯區華涇鎮東灣村梅路700號
- 黃道婆墓︰上海市徐匯區華涇鎮東灣村徐梅路700號
- 三亞黃道婆紀念館︰海南省三亞市崖州區南山村(南山文化旅遊區)
- 黃道婆塑像︰海南省三亞市天涯區馬嶺山麓(天涯海角遊覽區歷史名人雕塑園內)
- 上海植物園黃母祠(清雍正八年1730年龍華黃母廟村黃母祠)︰上海市徐匯區長橋街道龍吳路1111號
- 上海市上海中學先棉堂（清道光年元年1826年）︰上海市徐匯區上中路400號
- 豫園得月樓(1559年)：上海市黄浦區豫園街道四牌樓豫園老街279號
- 黃姑庵：上海市奉賢區西渡街道(奉賢縣蕭塘鄉劉港)

## 动画
- 《中国巧姑娘之黄道婆》，13集，2016年中国动画剧集。

## 相關項目
- 天涯織女
- 黄道婆墓